# 大尺度結構
大尺度結構（英語：Large-scale structure）在物理宇宙學中指可觀測宇宙在大範圍內（典型的尺度是十億光年）質量和光的分佈特徵。巡天和各種不同電磁波輻射波長的調查和描繪，特別是21公分輻射，獲得了宇宙結構的許多內容和特性。結構的組織看起來是跟隨著等級制度的模型，以超星系團和纖維狀結構的尺度（空間）為最上層，再大的似乎就沒有連續的結構了，這所指的就是浩瀚界限（end of greatness）現象。

## 巨牆、纖維狀結構和空洞
結構的組織爭議開始於恆星的層次，雖然多數的宇宙學家很少在天體物理學中研究這個尺度。恆星是星系內的組織，星系則組織成星系群、星系團和被巨大的空洞分隔的超星系團。在1989年之前，一般的假設是均巧的星系團是存在的最大結構，並且在宇宙的各個方向上的分佈或多或少都是均勻的。然而，建立在紅移觀測的資料上，瑪格利特·蓋勒和約翰·修茲勞在1989年發現了長城，由星系組成的長5億光年、寬2億光年、厚1500萬光年的結構。這個結構的存在跳脫了長久以來的認知，因為它需要星系在三個空間維度中的位置，就必需加入來自紅移的星系距離資料。在2003年，另一個大尺度結構－ 史隆長城－ 也被發現了。但是，在技術上並不認為這是一種結構，因為彼此在重力上並無關聯，只是在測量的距離上都出現在那兒。在太空中最大的空洞之一是摩羯座的空洞，估計他的直徑是2.3億光年。
在2007年8月，一個可能的超級空洞在波江座被發現，他與WMAP冷斑點－在微波的天空中寒冷的一個區域－一致，但在現行受到偏愛的宇宙論模型下是極度不可能存在的。這個超級空洞造成的冷斑點，超乎想像的巨大，可能跨越了十億光年的空間。
對宇宙進一步的研究看到巨大的像是氣泡的空洞分隔開了片狀結構和星系纖維，而超星系團就像是其中偶爾相對出現的密集節點。這種網絡結構在2度視場星系紅移巡天可以清楚的看見。在巡天勘測的內側部分三度空間圖的結構中顯示，在附近的宇宙顯露出令人印象深刻的結構。幾個超星系團顯示出，像是史隆長城，迄今所知道宇宙的最大結構。

## 浩瀚界限
浩瀚界限（End of Greatness）是在觀測上發現的一個尺度，大致上是一億秒差距（三億光年），在這個尺度下的宇宙區塊，依據宇宙學原理大致上是均質與各向同性的。超星系團和星系纖維在可見的領域明顯是平均分布的，但在較小範圍的勘察下是任意的。直到1990年代，紅移巡天的勘察完成，這種尺度的結構才被完整的觀察到。

## 觀測

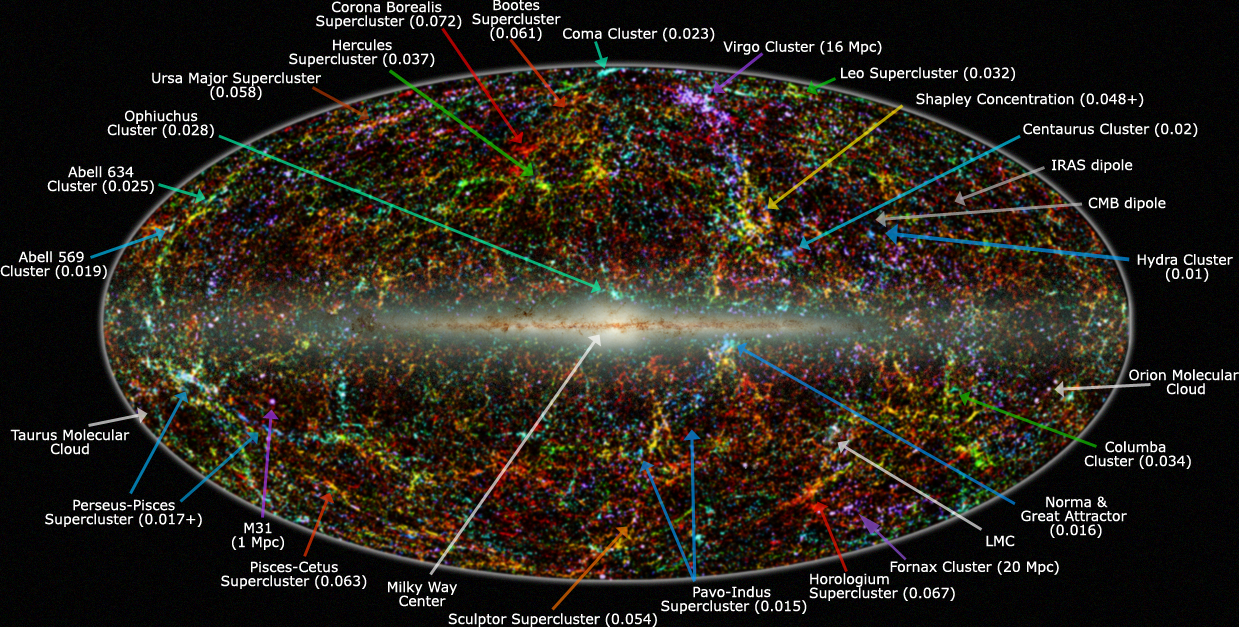
"整個近紅外天空的全景影像揭露在銀河系之外的星系分佈。這張影像是由2微米全天巡天的擴散源目錄（XSC）超過150萬個的星系，和由點源目錄（PSC）得到接近5千萬個銀河系內的星點導出的。星系的顏色是依據UGC目錄、哈佛天文物理中心、Tully NBGC、LCRS、 2dFGRS、6dFGS和SDSS巡天等所得的紅移（各種不同的數值經由NASA/IPAC的NASA銀河系外數據庫整合），或從K頻帶（2.2微米）光電測光推導後給予的。藍色是最接近的（z < 0.01），綠色在普通的距離上（0.01 < z < 0.04），紅色是2MASS所能分辨距離最遠的（0.04 < z < 0.1）。這張圖是以銀河為中心採用等面積的埃托夫（Aitoff）投影法繪製的銀河座標系圖。" 由湯馬斯傑瑞繪圖（IPAC）

另一個大尺度結構的證據是萊曼α森林（Lyman alpha forest）。這是出現在類星體光譜的一群吸收譜線，被解釋為在途中有許多稀薄但巨大的氣體材料（幾乎全都是氫的氣體）存在，這些版材看起來與新星系的形成有所關聯。
在描述宇宙的結構時必須格外的小心與謹慎，因為事實不是全如它們在外觀上所呈現的。被重力扭曲的光線（重力透鏡）所呈現的畫面看起來與它們真正來源的方向是不同的，這是因為前景的天體（例如星系）彎曲了它們自己所在的空間造成的（一如廣義相對論的預測），因而偏轉了通過附近的光線。相當有用的，強大的重力透鏡有時能將遙遠的星系放大，使它們更容易被偵測到；但弱透鏡（重力的切變）的干擾是很普通也很微妙的改變了觀測到的宇宙大尺度結構。在2004年，對這種微妙切變的觀察，顯示值得做為宇宙模型測試的約束。
宇宙的大尺度結構看起來不同於只使用紅移測量距離的星系。例如，在星系團背後的星系將被吸引著朝向它，而會朝向星系團落下，因此有輕微的藍移（與沒有星系團的情況比較）；靠近的這一側，則會有輕微的紅移。所以如果只用紅移來測量距離，星系團的環境看起來會被壓縮了一點。相對的效應會作用在星系團內部的星系：在星系團中的星系有一些不規則運動，而當這些不規則運動被轉換成紅移時，星系團看起來會被拉長。這創造出了所謂的上帝的手指：星系的長鏈指向地球的錯覺。

## 我們鄰近的星系影像图
在長蛇座超星系團的中心有一個被稱為巨引源的異常重力，影響著數億光年內星系的運動。這些星系的紅移都符合哈伯定律，表示它們和我們是相互在退行的，但它們在紅移上的變化充分的顯示出與有與上萬個星系等效的質量被集中在那兒。
巨引源是在1986年發現的，躺在長蛇座和人馬座的方向上，距離在1億5千萬至2億5千萬光年之間（2億5千萬光年是最近的估計）。在那個方向的附近可以觀測到大量的老星系，有許多星系與鄰居的星系相互碰撞著，並且/或者輻射出大量的無線電波。

## 模型
在企圖建立大尺度結構的模型上，宇宙論還有許多工作要做。使用大霹靂模型和假設建造宇宙的物質類型，可預期的是應該能預測物質的分布狀態，並且與觀測工作來比較對不同的宇宙學理論是背後的支撐還是駁斥。目前，觀測指出大多數的宇宙必須包含冷暗物質，假設熱暗物質或重子暗物質的模型不能與觀測吻合。宇宙微波背景輻射和高紅移超新星也同樣的對這些模型予以機乎全面性的壓抑，並且這些方法也給了更多我們居住的是加速中的宇宙論述證據。

## 延伸讀物
- Vicent J. Martínez, Jean-Luc Starck, Enn Saar, David L. Donoho, Simon Reynolds, Pablo de la Cruz, and Silvestre Paredes. . APJ. 2005-08-15. arXiv:astro-ph/0508326.
- J. R. Mureika and C. C. Dyer. . Classical and Quantum Gravity. v1. 2005-05-17  [2007-08-09]. arXiv:gr-qc/0505083. （原始内容 (PDF)存档于2007-09-28）.
- J. R. Mureika.  (PDF). 2003-09-06  [2007-08-09]. （原始内容 (PDF)存档于2007-09-27）.